# Gouverneur général de Taïwan
 (signalé en juillet 2025).
Si vous disposez d'ouvrages ou d'articles de référence ou si vous connaissez des sites web de qualité traitant du thème abordé ici, merci de compléter l'article en donnant les références utiles à sa vérifiabilité et en les liant à la section « Notes et références ».
- Archive Wikiwix
- Bing
- Cairn
- DuckDuckGo
- E. Universalis
- Gallica
- Google
- G. Books
- G. News
- G. Scholar
- Persée
- Qwant
- (zh) Baidu
- (ru) Yandex
- (wd) trouver des œuvres sur Wikidata

Le gouverneur général de Taïwan (臺灣總督, Taiwan Sōtokufu) était le dirigeant colonial de l'île de Taïwan pendant la domination japonaise de 1895 à 1945.
Les gouverneurs généraux japonais étaient membres de la Diète, fonctionnaires, nobles ou généraux. Ils exerçaient leur pouvoir au nom du souverain de Taïwan (l'empereur du Japon) jusqu'à la capitulation de l'empire du Japon en 1945 et la cession de l'île à la république de Chine.

## Liste des gouverneurs généraux
| #  | Nom                              | Image | De                 | À                  |
| -- | -------------------------------- | ----- | ------------------ | ------------------ |
| 1  | Kabayama Sukenori 樺山 資紀      |       | 21 mai 1895        | 2 juin 1896        |
| 2  | Tarō Katsura 桂 太郎             |       | 2 juin 1896        | 14 octobre 1896    |
| 3  | Maresuke Nogi 乃木 希典          |       | 14 octobre 1896    | 26 janvier 1898    |
| 4  | Kodama Gentarō 兒玉 源太郎       |       | 26 janvier 1898    | 15 avril 1906      |
| 5  | Sakuma Samata 佐久間 左馬太      |       | 15 avril 1906      | 1er mai 1915       |
| 6  | Andō Sadayoshi 安東 貞美         |       | 1er mai 1915       | 6 juin 1918        |
| 7  | Akashi Motojirō 明石 元二郎      |       | 6 juin 1918        | 31 octobre 1919    |
| 8  | Den Kenjirō 田 健治郎            |       | 31 octobre 1919    | 6 septembre 1923   |
| 9  | Uchida Kakichi 內田 嘉吉         |       | 6 septembre 1923   | 1er septembre 1924 |
| 10 | Takio Izawa 伊澤 多喜男          |       | 1er septembre 1924 | 16 juillet 1926    |
| 11 | Mitsunoshin Kamiyama 上山 滿之進 |       | 16 juillet 1926    | 16 juin 1928       |
| 12 | Takeji Kawamura 川村竹治         |       | 16 juin 1928       | 30 juillet 1929    |
| 13 | Eizo Ishizuka 石塚英藏           |       | 30 juillet 1929    | 16 janvier 1931    |
| 14 | Masashiro Ota 太田 政弘          |       | 16 janvier 1931    | 2 mars 1932        |
| 15 | Hiroshi Minami 南 弘             |       | 2 mars 1932        | 27 mai 1932        |
| 16 | Kenzo Nakagawa 中川 健蔵         |       | 27 mai 1932        | 2 septembre 1936   |
| 17 | Seizo Kobayashi 小林 躋造        |       | 2 septembre 1936   | 27 novembre 1940   |
| 18 | Kiyoshi Hasegawa 長谷川 清       |       | 16 décembre 1940   | 30 décembre 1944   |
| 19 | Rikichi Andō 安藤 利吉           |       | 30 décembre 1944   | 25 octobre 1945    |